# 杜溎峰
杜溎峰，GBS（1946年11月4日—），前香港高等法院原訟法庭法官，投身司法界前是一名公務員。他起初屬行政主任職系一員，此後改任助理勞工事務主任。直到1970年代中期轉換發展跑道，由見習律師做起。杜溎峰在2009年至2016年得到真除為原訟法庭法官，退休沒多久便再次上任原訟法庭暫委法官至今。

## 背景
杜溎峰生於香港，成長於香港島中西區。其父親經商，自己在兄弟同儕中排行第3。杜溎峰1958年畢業於聖類斯中學小學部（與前寶麗金及環球唱片亞太地區總裁鄭東漢和傳媒人岑南羚（岑焯南）為同屆小六同學）。當他1963年中五畢業後（鄭東漢是同屆畢業生），他前後花了3年時間，繼續於聖類斯中學原校修讀中七預科課程，並在1966年完成學業（前中西區區議會議員陳特楚是同屆畢業生）。同年因成績優異，加上家境出現經濟困難，他通過教育司領導的委員會遴選，獲得政府助學金。杜溎峰在校時曾參與童軍活動，入讀大學階段攻讀理科學系。
1969年大學畢業在即，杜溎峰便於同年6月9日投身香港公務員體系，且於1969年至1971年被分派到工務司署當二級行政主任。他後來在1971年至1972年轉往稅務局累積經驗，1972年11月至1973年借調到勞工處試任助理勞工事務主任。當時杜溎峰正式離開行政主任職系，1974年起以助理勞工事務主任身份借調至律政司署。他就在該段時期開始對法學產生興趣，1975年選擇專注在律政司署發展仕途。另一方面亦善用公餘時間，進修3年制法學士學位。隨後緊接於1978年至1979年報讀法學專業證書。
在具備基本法律背景的情況下，杜溎峰在1981年取得香港律師執業資格，同年升格為政府律師。到了1987年才加入香港司法機構，任裁判法院法官。在此之前，他分別於1984年及1988年取得英國執業律師資格和香港大學法學碩士學位。杜溎峰甫轉職不足兩年，即於1988年，被安排專任勞資審裁處法官。他往後於1993年升任裁判法院主任裁判官，1995年任總裁判官，1997年12月晉身區域法院到2009年再度升職。而他主理區域法院審訊的10多年間，他已於1999年起兼任高等法院原訟法庭暫委法官，也曾於1990年代出任精神健康覆核審裁處主席。
2009年，杜溎峰出任香港高等法院原訟法庭法官，至2016年退休。但他仍然以暫委法官角色服務司法機構。杜溎峰應付民事或刑事訴訟多年，期間處理過不少引起社會討論的案件，諸如1990年至2006年關啟明家族爭產案、2002年區議員李佩英種票案、2007年錦田泰康圍五房爭產案、2009年范浩揚違反英皇教育合約案、2010年覃美金與梅啟明向梅艷芳遺產管理人索償案、2010年何秀武抹黑鄭家富案（香港首宗關於選舉的誹謗案件）、2012年福臨門股權爭議案、2014年陳茂波誹謗案、2014年顧明均狀告香港浸信會聯會案以及2020年鄧成波與張俊勇巨舖交易糾紛等等。
除了司法要職之外，杜溎峰還肩負公職，其中包括2001年至2004年出任行政上訴委員會副主席。2012年至2016年被時任行政長官梁振英委任為《截取通訊及監察條例》小組法官，負責跟進執法機關的授權申請程序。2017年至2021年被委以酷刑聲請上訴委員會成員一職。從2020年至2026年為止，他則出任公眾集會及遊行上訴委員會主席。

## 所得榮譽
2016年7月，杜溎峰基於審理過大量不同類型案件的卓越表現而獲香港特別行政區政府頒授金紫荊星章。

## 個人生活
杜溎峰在1971年結婚，任職中學教師的妻子陳氏出身自建築商家庭。此外，杜溎峰是童軍活動愛好者，不時以義務性質服務香港童軍總會，例如於2011年至2015年獲委任為總會下設的童軍知友社社長。及後他在2023年8月獲總會頒發長期服務一星獎章。他現時仍是總會執行委員會的觀察員。